# 土卫六殖民

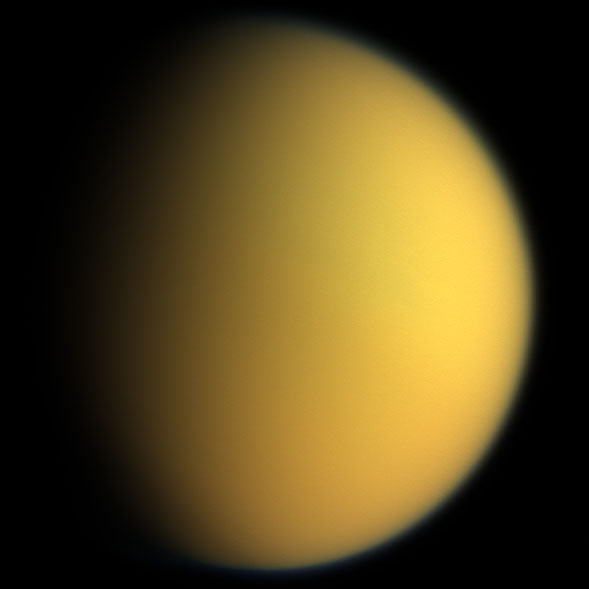
土卫六呈现的自然色

土星最大的卫星土卫六，是未来人类在太阳系可能定居的数颗候选卫星之一。
根据2008年的“卡西尼号”数据显示，土卫六上拥有的液态碳氢化合物是地球上所有已知石油和天然气储量的数百倍，这证明了碳氢化合物不是化石燃料。这些碳氢化合物从天而降，聚集在形成湖泊和沙丘的大量沉积物中。“土卫六表面覆盖着含碳物质，这是一座巨大的有机化学品工厂”，主持卡西尼号雷达数据研究的拉尔夫·洛伦兹说，“这一巨大的碳储量是了解土卫六地质和气候史的重要窗口。“已观察到数百座湖泊和海洋，其中数十座估计有比地球石油和天然气储量更多的碳氢化合物液体。沿赤道绵延分布的黑色沙丘含有的有机物体积是地球煤炭储量的数百倍。

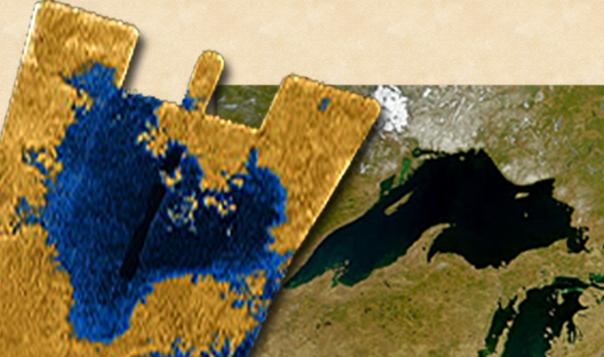
土卫六“海洋”（左）与苏必利尔湖（右）的比例比较。

2006年7月21日获得的雷达图像似乎显示了土卫六北纬的液态烃湖（如甲烷和乙烷）。
这是首次在地球以外发现的现存湖泊。这些湖泊的大小从约一公里到一百公里宽不等。
2007年3月13日，喷气推进实验室宣布，它在北半球发现了甲烷和乙烷海洋的有力证据，其中至少有一座比北美五大湖中的任何一座都要大。

## 适宜性
美国航空航天工程师兼作家罗伯特·祖布林认为土星是太阳系四颗气态巨行星中最重要和最有价值的一颗，因为它相对接近、辐射低且有很好的卫星系统。他还将土卫六称为最重要的卫星，可在它上面建立基地以开发土星系统资源。

## 宜居性
罗伯特·祖布林指出土卫六拥有支持生命的丰富元素，并说“在某些方面，土卫六是太阳系内最适宜人类殖民的外星世界”。大气中含有大量的氮和甲烷。此外，有强力证据表明，地表存在液态甲烷。证据还表明地表下贮藏有液体水和氨，它们通过火山活动被输送到地表。虽然这种水可用于产生可呼吸的氧气，但更多从土卫二（也是土星的卫星）间歇泉喷出的气体被吹入到土卫六大气层中，它们开始时为水分子，后会演变成氧和氢。氮气是向可呼吸空气添加缓冲气体分压的理想选择（它构成了地球大气的约78%），且氮、甲烷和氨都可用于生产种植作物的肥料。

## 就地能源利用
土卫六上供未来人类使用的原位能源包括化学、核能、风能、太阳能和水力发电。电力可使用化学发电厂向乙炔中添加氢气（即加氢，氧气不能自由获取）或大型甲烷海洋中的涡轮机产生，例如克拉肯海，在那里土星的潮汐引力会产生每天（土卫六日）高达一米的的潮汐变化，核能和太阳能也可能是可行的。

## 重力
土卫六的表面引力为0.138g，略低于月球。因此，管理低重力对人类健康的影响，对于土卫六的长期定居来说是一项重大问题，比在火星上更突出，这些影响仍是一个活跃的研究领域，它们可能涉及骨密度和肌肉密度降低以及免疫系统减弱等症状。针对低重力负面影响的有效对策已经确立，尤其是积极的日常体育锻炼或增加着装重量，近地轨道上的宇航员在微重力环境中一次可停留一年或更长时间。但由于该领域所有的研究只限于人类在失重状态下的健康变化，对不同低重力水平下的负面作用情况目前还不清楚。低重力对胎儿和儿童发育的潜在影响也是如此，据推测，在诸如土卫六之类低重力环境中出生和长大的儿童将无法很好地适应地球较高重力下的生活。

## 飞行
在土卫六上，大气密度与表面重力的极高反差也大大减少了航空器维持升力所需的翼展，以至于人类可穿着当今技术制造的宇航服，系上翅膀，就能轻松地在土卫六大气层中飞翔。从理论上讲，在土卫六上实现空中飞行的另一可能方式是使用热气球类飞行器，在类似地球的温度下充满类似地球的大气（因为氧气的密度只略高于氮气，土卫六栖息地的大气密度约为周围大气层的三分之一），这类飞行器需要一种重量很轻但却能抵御极端寒冷的表面材料。由于土卫六的温度极低，任何飞行器的加热都成为一项关键的限制因素。

## 另请查看
- 小说中的土卫六

## 延伸阅读
- Stephen L. Gillett, "Titan as the Abode of Life," Analog, Vol. CXII No. 13, pp. 40–55 (1992)
- Julian Nott - Titan: A Distant But Enticing Destination for Human Visitors (White Paper for National Academy of Sciences]
- Charles Wohlforth; Amanda R. Hendrix Ph.D. . 2016. ISBN 978-0804197977.